# Lloyd Owen
Richard Marcus Lloyd Owen, né le 14 avril 1966, est un acteur britannique. Formé au National Youth Theatre et à la Royal Academy of Dramatic Art (RADA) de Londres, il est connu pour avoir interprété le père d'Indiana Jones, le professeur Dr. Henry Jones, Sr. dans Les Aventures du jeune Indiana Jones entre 1992 et 1993 et Paul Bowman MacDonald dans la série Monarch of the Glen de la BBC Scotland de 2002 à 2005. Il joue aussi l'avocat William Heelis dans le film Miss Potter (2006), le commandant Nathan Walker dans Apollo 18 (2011) et le capitaine Elendil dans la série d'Amazon Prime Le Seigneur des anneaux : Les Anneaux de pouvoir.

## Jeunesse
Owen naît le 14 avril 1966 au Charing Cross Hospital de Westminster, à Londres. Il est élevé à Londres, bien que ses deux parents soient gallois ; son père, l'acteur Glyn Owen (1928-2004), vient de Caernarfon, dans le Gwynedd, tandis que sa mère, l'actrice Patricia Mort, vient de Morriston, près de Swansea. Sa sœur est l'actrice Cathy Owen (née en 1968).
Owen déclare qu'il a grandi autour « d'une foule d'acteurs divertissants, gênants et fascinants » impliqués dans le défi du Lord-chambellan lors de jours parmi les plus excitants d'un Royal Court Theatre très controversé. Quand il est à la Highgate School, parce que son père est acteur, ses professeurs l'estiment capable d'être aussi acteur. Cependant, au début, il n'est pas intéressé :

« On m'a toujours fait lire des pièces de théâtre à l'école mais je n'en ai jamais voulu. Ensuite, on m'a fait participer à une pièce de théâtre à l'école et je ne voulais pas faire ça non plus, mais j'ai commencé à obtenir l'approbation pour mon jeu d'acteur. J'étais raisonnablement académique, bon en sport, mais d'une manière ou d'une autre avec le jeu d'acteur, les gens disaient « c'était fantastique ». Alors j'ai pensé, « c'est peut-être ce que je ferais alors ». »

À 16 ans, Owen passe directement de l'école au National Youth Theatre, puis reçoit une formation formelle à la Royal Academy of Dramatic Art (RADA) de Londres, après quoi il rejoint la Royal Shakespeare Company. Pendant son séjour à la RADA, il réussit à obtenir un emploi d'acteur et une carte du syndicat Equity (en), mais lorsqu'il dit au directeur qu'il a besoin d'un congé, la demande est refusée et il est expulsé de l'Académie après seulement un an. Heureusement, Owen décroche un emploi avec Cheek by Jowl et suit la compagnie de théâtre en tournée dans le monde entier en interprétant des pièces de Shakespeare. Owen affirme qu'il souhaitait être allé à l'université et qu'il avait été « trop pressé ».

## Carrière
Le rôle décisif qui lance la carrière d'Owen est celui du professeur Henry Jones, Sr., père d'Indiana Jones, dans huit épisodes de la série télévisée Les Aventures du jeune Indiana Jones en 1992 et 1993. Par la suite, il reçoit le rôle principal de Paul Bowman-MacDonald dans 28 épisodes de la série populaire Monarch of the Glen de la BBC Scotland entre 2002 et 2005. Il joue également le professeur Jon Ford dans la série The Innocence Project de la BBC Northern Ireland (2006–2007). En 2014, Owen apparaît dans la deuxième saison de l'émission surnaturelle de The CW, The Originals, dans le rôle d'Ansel, le père de Klaus. Il a également un rôle récurrent du président américain Farrell dans la série comique You, Me and the Apocalypse de 2015. En 2019, il joue Dominic Swanson dans le drame ITV Cleaning Up. En 2022, Owen rejoint le casting de la série de fantaisie d'Amazon Prime Le Seigneur des anneaux : Les Anneaux de pouvoir, où il prend le rôle d'Elendil.
La carrière cinématographique d'Owen comprend des apparitions dans des courts métrages et des rôles secondaires dans The Republic of Love (2003) (comme Peter), qui était basé sur un roman de l'auteur lauréat du prix Pulitzer Carol Shields, et dans Miss Potter (2006) (en tant qu'avocat nommé William Heelis qui a épousé l'auteur pour enfants Beatrix Potter). En 2011, il joue dans le film de science-fiction Apollo 18 en tant que commandant Nathan « Nate » Walker. Il joue également l'officier John Clive dans le film hindi Thugs of Hindostan (2018).
Cependant, le premier amour d'Owen a toujours été le théâtre. Au début de sa carrière professionnelle, il participe aux productions Cheek by Jowl de Philoctète et aux pièces de Shakespeare Macbeth, La Tempête et La Nuit des rois. Le premier rôle d'Owen sur scène a été celui de Nick dans la pièce Qui a peur de Virginia Woolf ? d'Edward Albee, mise en scène par Howard Davies, au théâtre Almeida de Londres en 1996. Owen étudie la pièce pendant ses A-levels, et c'est sa pièce préférée. Parmi les autres points forts de sa carrière sur scène, figurent le rôle de Dan dans Closer de Patrick Marber en 1998 et celui de George dans The York Realist de Peter Gill en 2002. Les critiques louent sa performance dans cette dernière pièce, la qualifiant d'« étonnante par sa puissance, sa fureur et sa tristesse étouffées » et « superbe, richement exprimée », et le qualifient de « star en pleine ascension ».

## Vie privée
Owen est marié à l'actrice et artiste Juliette Mole. Ensemble, ils ont deux enfants, Maxim (né en 1990) et Mimi (né en 1998),.
Owen parle couramment le français.

## Filmographie

### Films
| Année | Titre                    | Rôle                | Notes         |
| ----- | ------------------------ | ------------------- | ------------- |
| 1999  | Entre rêves              | Stephen Tredre      | Court métrage |
| 2002  | Les saisons changent     | Obéron              | Court métrage |
| 2003  | La République de l'Amour | Pierre              |               |
| 2003  | Confus                   | Johnny              | Court métrage |
| 2004  | Obtenez l'image          | Jake Wells          | Court métrage |
| 2006  | Mlle Potier              | Guillaume Heelis    |               |
| 2011  | Apollon 18               | Nathan Marcheur     |               |
| 2013  | Trajet gratuit           | Le capitaine        |               |
| 2017  | HHhH                     | Commandant Schuster |               |
| 2018  | Thugs of Hindostan       | Jean Clive          |               |
| 2022  | Wonderwell               | Adam                |               |

### Télévision
| Année     | Titre                                            | Rôle                        | Notes                                              |
| --------- | ------------------------------------------------ | --------------------------- | -------------------------------------------------- |
| 1988      | Boon                                             | Pete Blisset                | série 3, épisode 7 : « Honourable Service »        |
| 1991      | The Chief                                        | PC Farrell                  | série 2, épisode 3 : « Jack and Jill »             |
| 1992–1993 | Les Aventures du jeune Indiana Jones             | Professeur Henry Jones, Sr. | 8 épisodes                                         |
| 1992      | Forever Green                                    | Paul Sherringham            | série 2, épisode 4                                 |
| 1992      | Science Fiction                                  | Lord Byron                  | série 2, épisode 6 : « The Story of Frankenstein » |
| 1993      | Stay Lucky                                       | Gerry Cook                  | série 4, épisode 3 : « A Quick Killing »           |
| 1993      | All in the Game                                  | Darren Matthews             |                                                    |
| 1994      | The Cinder Path                                  | Charlie MacFell             |                                                    |
| 1996      | The Bill                                         | David Seabrook              | série 12, épisode 24 : « Boy Meets Girl »          |
| 1996      | Young Indiana Jones: Travels with Father         | Professeur Henry Jones, Sr. | film télévisé                                      |
| 1998      | Get Real                                         | Adam                        |                                                    |
| 1999      | Casualty                                         | Jack Chandler               | 2 épisodes : « Calm Before the Storm »             |
| 2000      | Harbour Lights                                   | Inspector Nick Preston      | série 2, épisode 2 : « Thicker Than Water »        |
| 2001      | Gypsy Girl                                       | Jack                        | série 1, épisode 1                                 |
| 2001      | Hearts and Bones                                 | James Norton                |                                                    |
| 2001–2002 | Des del balcó                                    | Patrick O'Brien             |                                                    |
| 2002      | Six Sexy                                         | James                       | 3 épisodes                                         |
| 2002      | Dead Gorgeous                                    | Vic                         | film télévisé                                      |
| 2002–2005 | Monarch of the Glen                              | Paul Bowman-MacDonald       |                                                    |
| 2002      | La Fureur dans le sang                           | Spencer Watts               | 2 épisodes : « Justice Painted Blind »             |
| 2003      | The Vice                                         | Delaney                     | série 5, épisode 5 : « Outcast »                   |
| 2004      | Dragons Alive                                    | Narrator                    | documentaire                                       |
| 2005      | The Ghost Squad                                  | DI Bryce                    | série 1, épisode 1 : « One of Us »                 |
| 2006–2007 | The Innocence Project                            | Professeur Jon Ford         |                                                    |
| 2007      | Viva Laughlin                                    | Ripley Holden               |                                                    |
| 2008      | Inseparable                                      | Justin / Clyde              | film télévisé                                      |
| 2009      | Taking the Flak                                  | Jack                        | série 1, épisode 1 : « Bigfooting »                |
| 2009      | Inside the Box                                   | Kenneth Donnegan            | film télévisé                                      |
| 2012      | Fairly Legal                                     | Robin Archer                | 2 épisodes                                         |
| 2013      | National Theatre Live: 50 Years On Stage         | Tony Blair                  | film télévisé ; segment Stuff Happens              |
| 2014      | The Originals                                    | Ansel                       | 2 épisodes                                         |
| 2015      | Inspecteur Barnaby                               | Louis Paynton               | série 17, épisode 4 : « A Vintage Murder »         |
| 2015      | You, Me and the Apocalypse                       | U.S. President Farrell      | 6 épisodes                                         |
| 2015      | Der Beobachter                                   | Tom Ward                    | film télévisé                                      |
| 2016      | Meurtres au paradis                              | Dr Sam Blake                | série 5, épisode 1 : « The Complex Murder »        |
| 2016      | Affaires non classées                            | Det Supt Mitchell           | 2 épisodes : « Life Licence »                      |
| 2019      | Cleaning Up                                      | Dominic Swanson             |                                                    |
| 2022      | Le Seigneur des anneaux : Les Anneaux de pouvoir | Elendil                     |                                                    |

### Scène
| Année             | Titre                          | Rôle                    | Venue                                                                        | Ref.   |
| ----------------- | ------------------------------ | ----------------------- | ---------------------------------------------------------------------------- | ------ |
|                   | Comme il vous plaira           | Charles / William       | Wolsey Theatre                                                               | [ 13 ] |
| The Passport      |                                | Young Vic               |                                                                              |        |
| The Parquet Floor |                                | Young Vic               |                                                                              |        |
| 1987              | La Nuit des rois               | Sebastian               | Cheek by Jowl / Swan Theatre                                                 | [ 13 ] |
| 1987–1988         | Macbeth                        | Donalbain               | Cheek by Jowl / York Theatre Royal                                           |        |
| 1988–1989         | La Tempête                     | Ferdinand               | Cheek by Jowl / Donmar Warehouse                                             |        |
| 1988–1989         | Philoctète                     | Sailor                  | Cheek by Jowl / Donmar Warehouse                                             |        |
| 1989              | Hamlet                         | Laertes                 | Leicester Haymarket Theatre                                                  |        |
| 1994              | Henri VI (troisième partie)    | Edward IV               | Royal Shakespeare Company / The Other Place                                  |        |
| 1995              | Our Boys                       | Joe                     | Donmar Warehouse                                                             |        |
| 1995              | Grab the Dog                   |                         | Royal National Theatre / The Studio                                          |        |
| 1996              | East Lynne                     | Captain Francis Levison | Greenwich Theatre                                                            |        |
| 1996–1997         | Qui a peur de Virginia Woolf ? | Nick                    | Almeida Theatre / Aldwych Theatre, West End Theatre                          | [ 14 ] |
| 1998              | Closer                         | Dan                     | Lyric Theatre, West End                                                      | [ 15 ] |
| 1999              | Morphic Resonance              | Wallace                 | Donmar Warehouse                                                             |        |
| 2000              | Le Train du monde              | Mirabell                | Royal Exchange Theatre                                                       | [ 16 ] |
| 2000              | Jules César                    | Brutus                  | Young Vic                                                                    | [ 17 ] |
| 2001              | Édouard II (Marlowe)           | Mortimer the Younger    | Crucible Theatre                                                             | [ 18 ] |
| 2001–2002         | The York Realist               | George                  | The Lowry / Bristol Old Vic / Royal Court Theatre / Strand Theatre, West End | ,      |
| 2003              | Iphigénie à Aulis              | Agamemnon               | Crucible Theatre                                                             | [ 20 ] |
| 2004              | Clouds                         | Owen Shorter            | Cambridge Arts Theatre / Yvonne Arnaud Theatre                               | [ 21 ] |
| 2005              | Paul                           | Pierre (apôtre)         | Royal National Theatre / Royal National Theatre                              | [ 22 ] |
| 2010              | Blood and Gifts                | Jim Warnock             | Royal National Theatre / Royal National Theatre                              |        |
| 2011              | Loyalty                        | Nick Beeching           | Hampstead Theatre                                                            |        |
| 2012–2013         | The Bodyguard                  | Frank Farmer            | Adelphi Theatre, West End                                                    | [ 23 ] |
| 2014              | Good People                    | Mike                    | Hampstead Theatre / Noël Coward Theatre, West End                            |        |
| 2016              | The End of Longing             | Joseph                  | Playhouse Theatre, West End                                                  | [ 24 ] |
| 2019–2020         | Noises Off                     | Lloyd Dallas            | Garrick Theatre, West End                                                    |        |

### Radio
| Année | Titre                             | Rôle                        | Notes                    |
| ----- | --------------------------------- | --------------------------- | ------------------------ |
| 2001  | Dommage qu'elle soit une putain   | Soranzo                     | Radio BBC 3              |
| 2007  | Gardez votre panthéon             | Lupus Albus                 | Radio BBC 4              |
| 2009  | Jane Gardam                       | Éponge                      | Radio BBC 4              |
| 2010  | Goldfinger                        | Felix Leiter                | Radio BBC 4              |
| 2010  | L'École des maris                 | Valère                      | Travaux de théâtre de LA |
| 2011  | Les Rivaux (Sheridan)             | Capitaine Jack Absolu       | Travaux de théâtre de LA |
| 2011  | L'Angleterre, leur Angleterre     | Pendragon                   | Radio BBC 4              |
| 2012  | Oncle Fred au printemps           | Horace Pendlebury Davenport | Radio BBC 4              |
| 2014  | Au service secret de Sa Majesté   | Franklin                    | Radio BBC 4              |
| 2015  | Théâtre Matchbox de Michael Frayn | Interprète                  | Radio BBC 4              |
| 2020  | L'Homme au pistolet d'or          | Chef d'équipe               | Radio BBC 4              |
| 2020  | Laissez-le à Psmith               | Plage de Sébastien          | Radio BBC 4              |

### Jeux vidéos
| Année | Titre                       | Rôle               | Notes |
| ----- | --------------------------- | ------------------ | ----- |
| 2011  | Star Wars: The Old Republic | Divers personnages |       |
| 2017  | Horizon Zero Dawn           | Ted Faro / Jarm    |       |
| 2022  | Horizon Forbidden West      | Ted Faro           |       |